# Fuente Palmera
Fuente Palmera település Spanyolországban, Córdoba tartományban. Fuente Palmera Almodóvar del Río, Hornachuelos, Posadas, Guadalcázar, Écija és Palma del Río községekkel határos. Lakosainak száma 9907 fő (2024).

## Népesség
A település népessége az elmúlt években az alábbi módon változott:
| Lakosok száma | 9861 | 10 146 | 10 356 | 10 788 | 11 013 | 11 068 | 10 893 | 9783 | 9803 | 9907 |
|               | 2001 | 2004   | 2006   | 2009   | 2011   | 2014   | 2016   | 2019 | 2021 | 2024 |